# Mästocka kapell
Mästocka kapell är en kyrkobyggnad som sedan 1998 tillhör Veinge-Tjärby församling (tidigare Veinge församling) i Göteborgs stift. Den ligger i Mästocka i Laholms kommun.

## Kyrkobyggnad
Kyrkan invigdes 1878. Det var en gammal dröm som gick i uppfyllelse. Redan 1850 hade förslag lagts fram om ett kyrkbygge i Veinge skogsbygd. Folket i bygden tyckte det var för långt till Veinge kyrka. Ritningarna till kyrkan utfördes av Ludvig Hedin vid Överintendentsämbetet. Byggnaden uppfördes av sten och taket lades av tjärat spån. Kostnaderna uppgick till 12.000 kr. Därtill kom hundratals dagsverken från bygdens folk. 
År 1890 installerades en kyrkorgel och 1938 uppfördes välvt innertak med slagning av valv och nya kyrkbänkar tillverkades. År 1948 tillbyggdes en sakristia på den norra långsidan och en omfattande restaurering utfördes. Golvet i kyrkan var av trä men belades av kalkstensplattor 1951. Renovering av kyrkans inre och yttre utfördes senast 2011 med bland annat ny färgsättning av bänkarna.

## Inventarier
- Målningarna på predikstolen är utförda av Erik Olson, Halmstad.
- Altartavlan Nattvarden från 1949 är målad direkt på väggen av Erik Abrahamson, Stockholm.
- En av ljuskronorna i taket är skänkt 1906. De två andra är troligen äldre.
- Dopfunt av trä av okänt datum. Insatsen från 1912.
- Moraklocka är från början av 1800-talet.
- Kyrkklockan är gjutan 1878 i Stockholm av Johan A. Beckman & Co

### Orgel
- Orgeln är mekanisk och byggdes ursprungligen 1890 av Johannes Andersson i Långaryd och ombyggnad/renovering genomfördes på 1969 av Anders Perssons Orgelbyggeri, Viken.

| Manual           | Pedal       | Koppel  |
| Borduna 16´ D    | Borduna 16´ | Man/Ped |
| Principal 8´ B/D |             |         |
| Rörflöjt 8' B/D  |             |         |
| Salicional 8'    |             |         |
| Octava 4'        |             |         |
| Octava 2'        |             |         |

- Ombyggnation genomfördes 1990-talet av Nye Orgelbyggeri. Pipverket är heterogent och innehåller äldre material. Instrumentet är mekaniskt och har sju stämmor fördelade på manual och pedal.[1]

## Interiörbilder

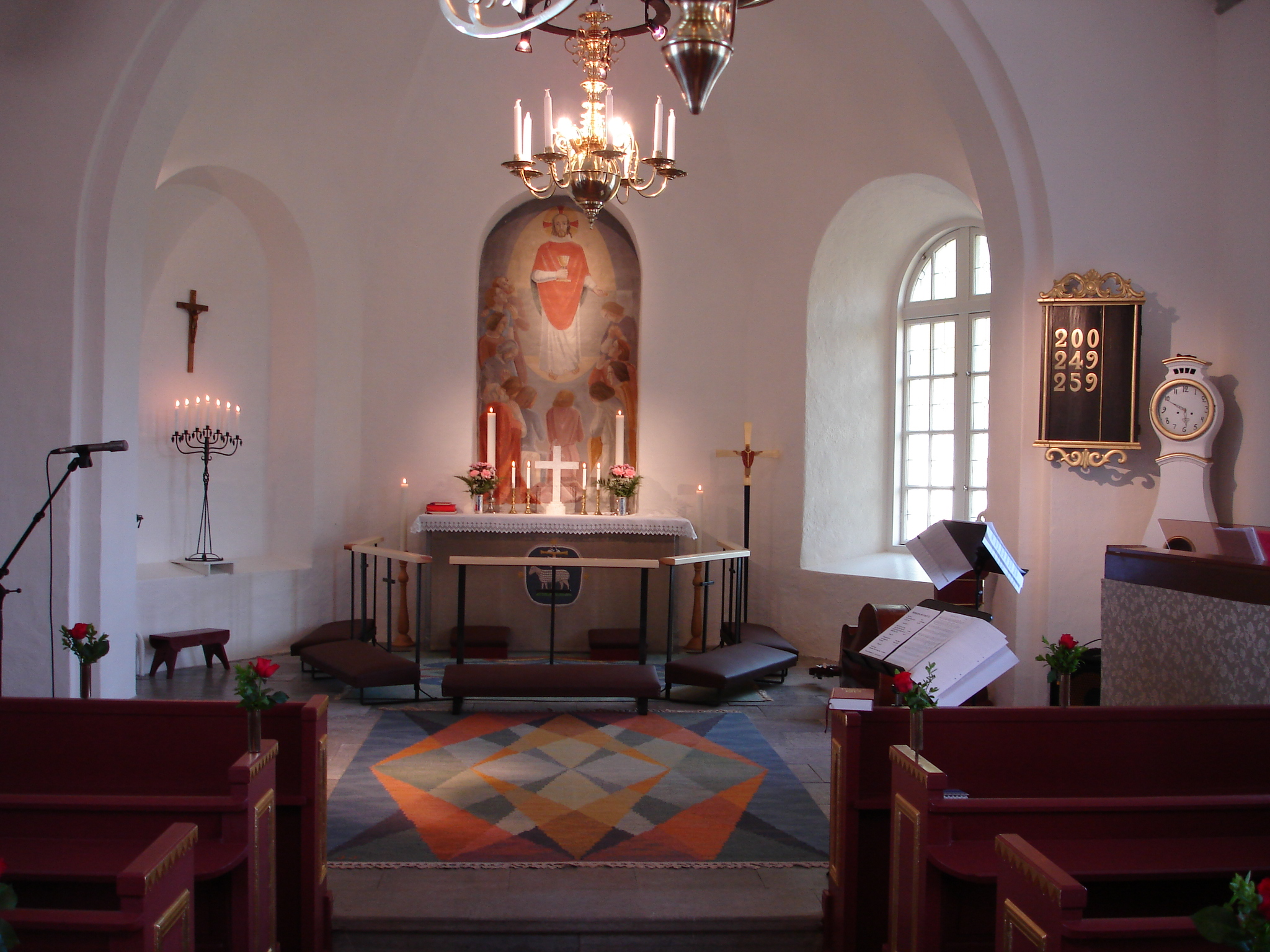
Interiör mot koret
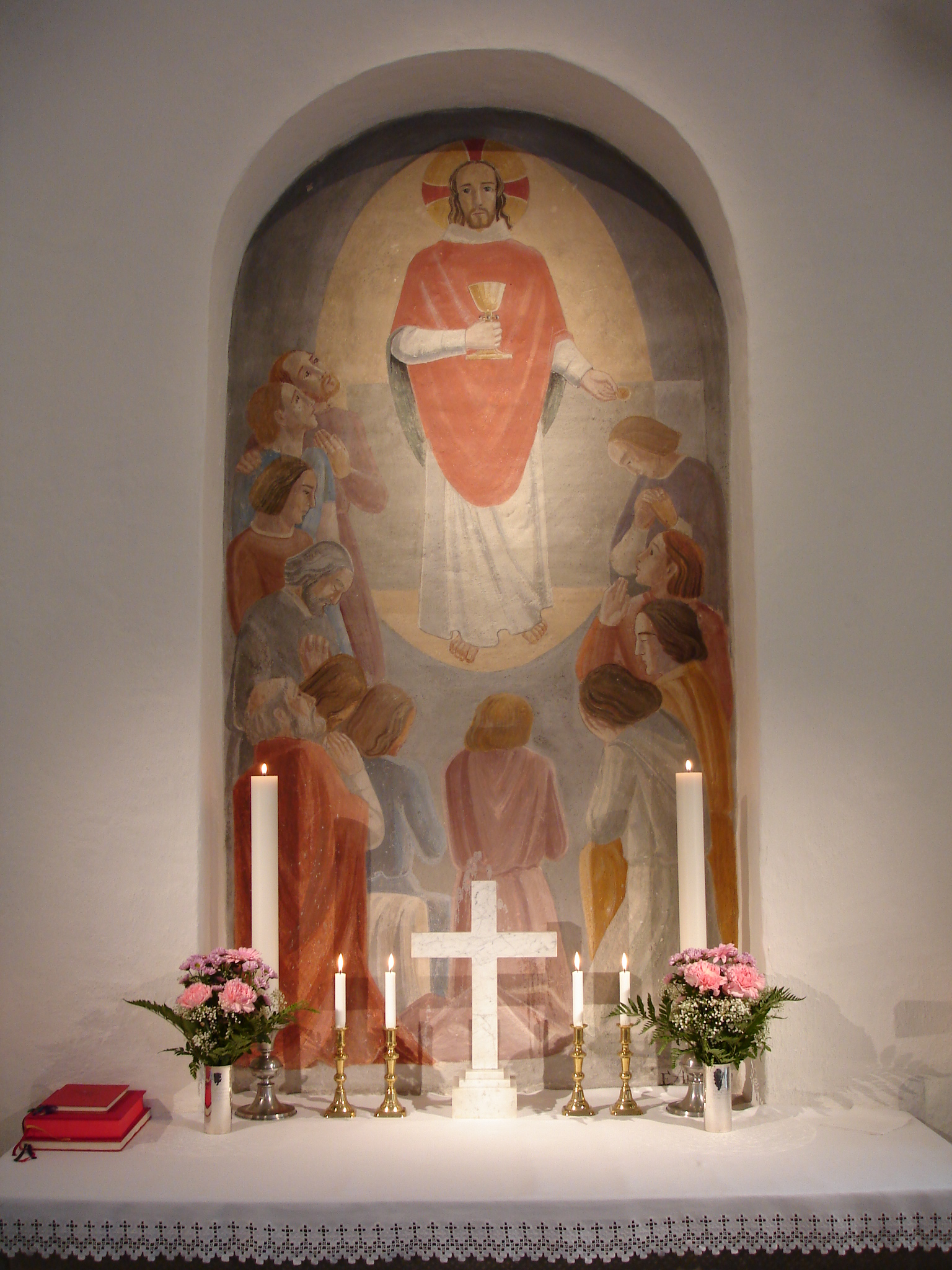
Altarmålning
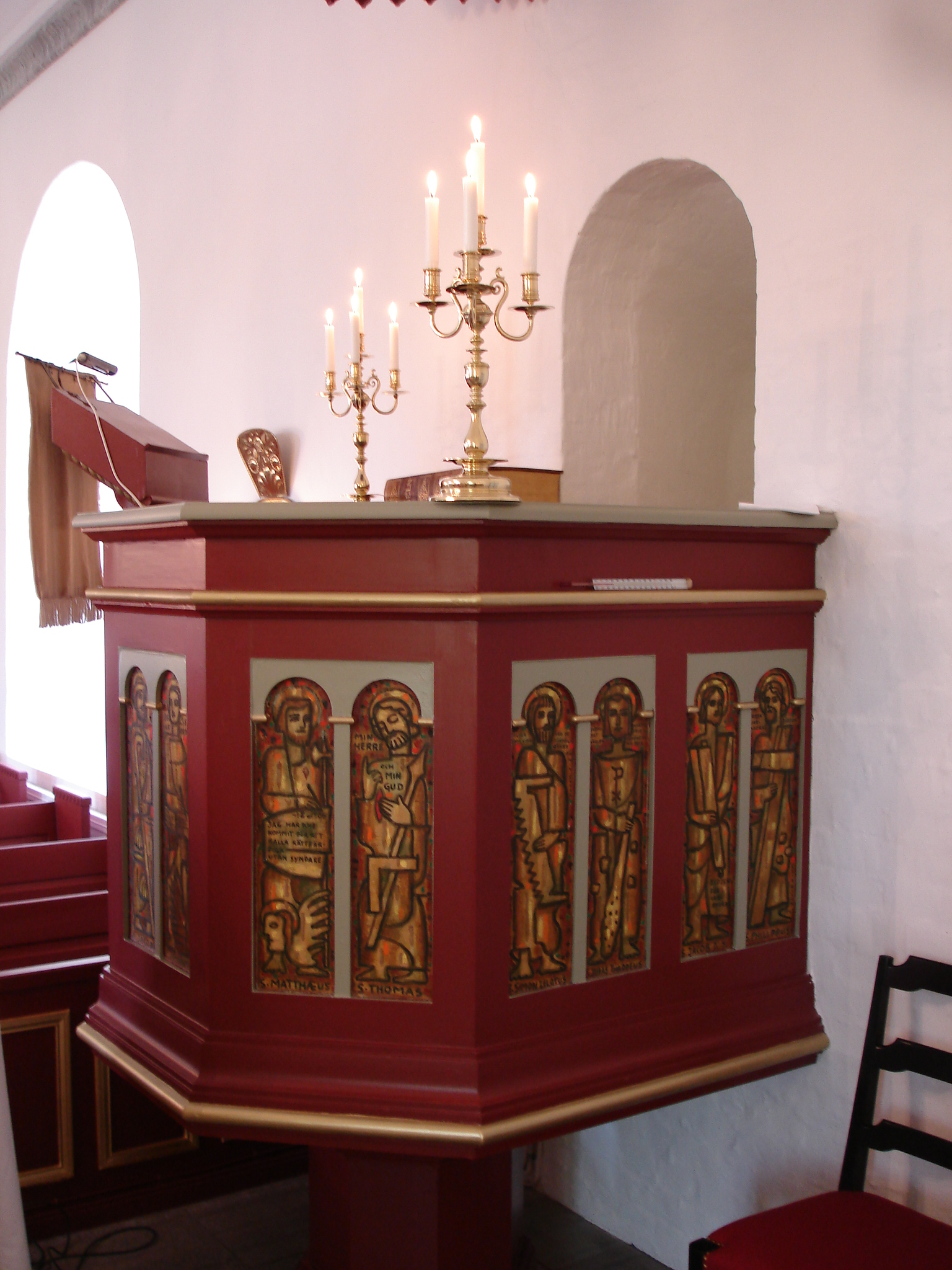
Predikstol
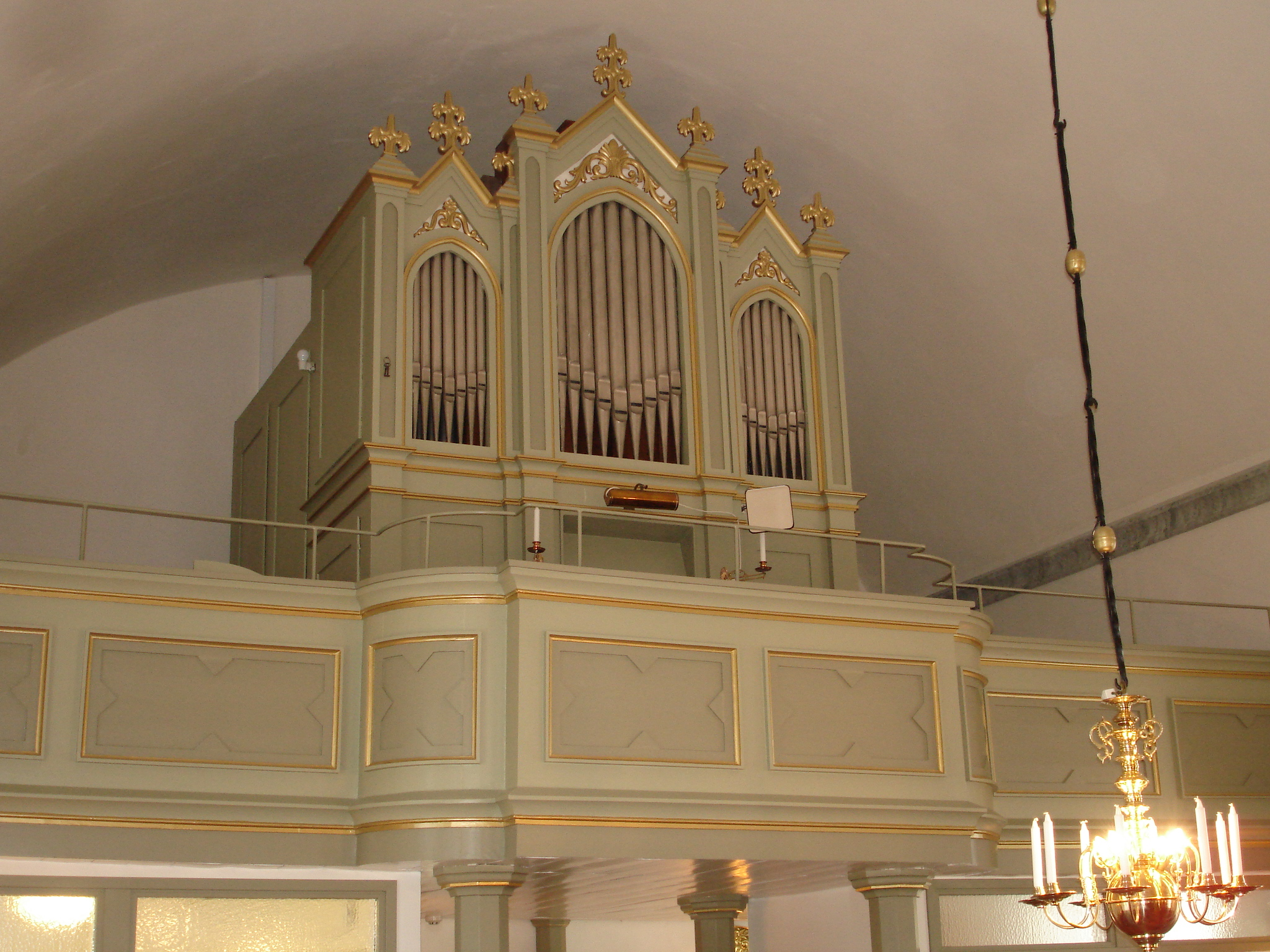
Läktarorgel